# Waidhaus
Waidhaus település Németországban, azon belül Bajorországban. Lakosainak száma 2139 fő (2023. december 31.). Waidhaus Rozvadov és Pleystein községekkel határos.

## Népesség
A település népessége az elmúlt években az alábbi módon változott:
| Lakosok száma | 1412 | 2554 | 1910 | 2413 | 2245 | 2218 | 2211 | 2199 | 2188 | 2139 |
|               | 1875 | 1950 | 1975 | 1987 | 2012 | 2014 | 2016 | 2017 | 2021 | 2023 |